# Justin Kluivert
Justin Dean Kluivert (sinh ngày 5 tháng 5 năm 1999) là cầu thủ bóng đá chuyên nghiệp người Hà Lan hiện đang thi đấu ở vị trí tiền vệ cánh hoặc tiền đạo cho câu lạc bộ bóng đá AFC Bournemouth tại Premier League và Đội tuyển bóng đá quốc gia Hà Lan.

## Sự nghiệp câu lạc bộ

### Ajax
Sinh ra tại Amsterdam, Kluivert đã bắt đầu sự nghiệp với chương trình đào tạo trẻ của AFC Ajax và ký hợp đồng chuyên nghiệp đầu tiên với câu lạc bộ. Anh ra mắt cho Jong Ajax vào ngày 16 tháng 9 năm 2016trong trận thua 1–0 trên sân khách với MVV tại Eerste Divisie khi thay thế Vince Gino Dekker ở phút thứ 67. Anh cũng đã chơi ở UEFA Youth League 2016–17, trong đó anh ghi bàn trong chiến thắng 2–0 ở vòng bảng trước PAOK vào ngày 2 tháng 11.
Kluivert ra mắt đội một tại Eredivisie vào ngày 15 tháng 1 năm 2017 trong chiến thắng 1–3 trên sân khách trước PEC Zwolle, khi anh vào sân thay Amin Younes ở phút thứ 39. Anh ghi bàn thắng đầu tiên tại Eredivisie vào ngày 19 tháng 3 trong trận hòa 1–1 trên sân khách trước SBV Excelsior kể từ 10 năm và một ngày sau khi cha anh ghi bàn thắng cuối cùng trong sự nghiệp của ông. Anh đã ra sân sáu lần tại UEFA Europa League 2016–17 và là cầu thủ dự bị không được sử dụng trong trận thua 2–0 trước Manchester United trong trận chung kết tại Stockholm.
Vào ngày 26 tháng 11 năm 2017, Kluivert lập công lần đầu tiên trong mùa giải cho câu lạc bộ với cú hat-trick trong chiến thắng 5–1 trên sân nhà trước Roda JC.

### Roma
Vào ngày 12 tháng 6 năm 2018, Kluivert chuyển đến câu lạc bộ Roma tại Serie A với trị giá 19 triệu euro. Anh trở thành cầu thủ Hà Lan thứ năm chơi trong màu áo câu lạc bộ Ý. Kluivert đã chọn chiếc áo số 34 tại Roma để ủng hộ người bạn tốt và đồng đội cũ tại Ajax là Abdelhak Nouri, người đã phải từ giã sự nghiệp sau một cơn rối loạn nhịp tim vào năm 2017.
Kluivert trở thành cầu thủ Roma trẻ nhất ghi bàn tại UEFA Champions League sau khi ghi bàn thắng thứ tư trong chiến thắng 5–0 trên sân nhà trước Viktoria Plzeň vào ngày 3 tháng 10 năm 2018. Đó là bàn thắng đầu tiên của anh cho Giallorossi và anh dành tặng nó cho Nouri. Vào ngày 16 tháng 12, anh ghi bàn lần đầu tiên tại Serie A trong chiến thắng 3–2 trên sân nhà trước Genoa.
Vào mùa giải 2019–20, Kluivert đã đổi số áo của mình thành 99, tượng trưng cho năm sinh của anh.

#### Cho mượn tại RB Leipzig
Vào ngày 5 tháng 10 năm 2020, Kluivert gia nhập câu lạc bộ RB Leipzig tại Bundesliga theo dạng cho mượn trong một mùa giải. Vào ngày 5 tháng 12, anh ghi bàn thắng đầu tiên tại Bundesliga trong trận hòa 3–3 trên sân khách trước Bayern Munich. Vào ngày 8 tháng 12, anh ghi một bàn thắng trong chiến thắng 3–2 trước Manchester United tại UEFA Champions League 2020–21.

#### Cho mượn tại Nice
Vào ngày 20 tháng 7 năm 2021, Kluivert gia nhập câu lạc bộ Nice tại Ligue 1 theo dạng cho mượn trong một mùa giải với tùy chọn mua đứt. Anh ghi 6 bàn trong 31 lần ra sân.

#### Cho mượn tại Valencia
Vào ngày 1 tháng 9 năm 2022, Kluivert ký hợp đồng cho câu lạc bộ Tây Ban Nha Valencia theo dạng cho mượn trong mùa giải 2022–23. Vài ngày trước đó, anh đã bị từ chối cấp giấy phép lao động tại Anh khiến vụ chuyển nhượng của anh đến Fulham bị hủy bỏ.

### AFC Bournemouth
Vào ngày 23 tháng 6 năm 2023, Kluivert đã ký hợp đồng với câu lạc bộ Premier League AFC Bournemouth với mức phí khoảng 11 triệu euro cùng với 1,5 triệu euro phụ phí. Vào ngày 12 tháng 8, anh ra mắt câu lạc bộ với tư cách là cầu thủ dự bị trong trận hòa 1–1 trên sân nhà trước West Ham United.
Vào ngày 1 tháng 11 năm 2023, Kluivert ghi bàn thắng đầu tiên cho Bournemouth trong trận thua 2–1 trước Liverpool ở vòng 4 Cúp EFL. Vào ngày 25 tháng 11, anh ghi bàn thắng đầu tiên tại Premier League trong chiến thắng 3–1 trên sân khách trước Sheffield United và trở thành cầu thủ thứ ba ghi bàn ở tất cả năm giải vô địch quốc gia hàng đầu châu Âu sau Florin Răducioiu và Stevan Jovetić.
Vào ngày 30 tháng 11 năm 2024, Kluivert trở thành cầu thủ đầu tiên lập một cú hat-trick từ chấm phạt đền trong một trận đấu tại Premier League để giúp Bournemouth đánh bại Wolverhampton Wanderers với tỷ số 4–2. Anh là người thứ năm trong lịch sử giải bóng đá hàng đầu Anh làm được điều đó và cũng là người đầu tiên một cầu thủ lập một cú hat-trick thành công từ chấm phạt điền kể từ Ken Barnes cho Manchester City vào năm 1957. Vào ngày 18 tháng 1 năm 2025, Kluivert ghi thêm một hat-trick nữa để giúp Bournemouth đánh bại Newcastle United với tỷ số 4–1, chấm dứt chuỗi chín trận thắng của Newcastle và ngăn đội đó phá kỷ lục số trận thắng liên tiếp nhiều nhất.

## Sự nghiệp quốc tế
Tại Giải vô địch U-17 châu Âu 2016 ở Azerbaijan, Kluivert đã chơi trong suốt giải đấu cùng với Hà Lan cho đến khi phải từ giã sau khi bị loại ở vòng bán kết.
Kluivert đã lần đầu tiên được triệu tập vào đội tuyển bóng đá quốc gia Hà Lan bởi Ronald Koeman vào tháng 3 năm 2018 cho các trận giao hữu với Anh và Bồ Đào Nha. Anh đã có trận ra mắt cho đội tuyển quốc gia trong chiến thắng 3–0 trước đương kim vô địch châu Âu Bồ Đào Nha tại Sân vận động Genève vào ngày 26 tháng 3 khi thay thế Memphis Depay trong 12 phút cuối cùng của trận đấu.

## Đời tư
Justin Kluivert là con trai của cựu cầu thủ bóng đá người Hà Lan Patrick Kluivert và là cháu trai của cựu cầu thủ bóng đá người Suriname Kenneth Kluivert. Anh cũng là người gốc Curaçao thông qua bà nội của mình. Kluivert có bốn anh em trai, bao gồm cầu thủ bóng đá Ruben Kluivert, hiện đang chơi cho Casa Pia. Hai anh em trai còn lại, Shane và Quincy, hiện đang chơi cho U-18 FC Barcelona và AVV Zeeburgia.

## Thống kê sự nghiệp

### Câu lạc bộ
Tính đến 25 tháng 1 năm 2025
| Câu lạc bộ          | Mùa giải            | Giải vô địch        | Giải vô địch | Giải vô địch | Cúp quốc gia | Cúp quốc gia | Cúp Liên đoàn | Cúp Liên đoàn | Châu lục | Châu lục | Khác | Khác | Tổng cộng | Tổng cộng |
| Câu lạc bộ          | Mùa giải            | Hạng đấu            | Trận         | Bàn          | Trận         | Bàn          | Trận          | Bàn           | Trận     | Bàn      | Trận | Bàn  | Trận      | Bàn       |
| ------------------- | ------------------- | ------------------- | ------------ | ------------ | ------------ | ------------ | ------------- | ------------- | -------- | -------- | ---- | ---- | --------- | --------- |
| Jong Ajax           | 2016–17             | Eerste Divisie      | 8            | 2            | —            | —            | —             | —             | —        | —        | —    | —    | 8         | 2         |
| Ajax                | 2016–17             | Eredivisie          | 14           | 2            | 0            | 0            | —             | —             | 6        | 0        | —    | —    | 20        | 2         |
| Ajax                | 2017–18             | Eredivisie          | 30           | 10           | 2            | 1            | —             | —             | 4        | 0        | —    | —    | 36        | 11        |
| Ajax                | Tổng cộng           | Tổng cộng           | 44           | 12           | 2            | 1            | —             | —             | 10       | 0        | —    | —    | 56        | 13        |
| Roma                | 2018–19             | Serie A             | 29           | 1            | 1            | 0            | —             | —             | 5        | 1        | —    | —    | 35        | 2         |
| Roma                | 2019–20             | Serie A             | 22           | 4            | 2            | 0            | —             | —             | 7        | 3        | —    | —    | 31        | 7         |
| Roma                | 2020–21             | Serie A             | 2            | 0            | 0            | 0            | —             | —             | 0        | 0        | —    | —    | 2         | 0         |
| Roma                | Tổng cộng           | Tổng cộng           | 53           | 5            | 3            | 0            | —             | —             | 12       | 4        | —    | —    | 68        | 9         |
| RB Leipzig (mượn)   | 2020–21             | Bundesliga          | 19           | 3            | 1            | 0            | —             | —             | 7        | 1        | —    | —    | 27        | 4         |
| Nice (mượn)         | 2021–22             | Ligue 1             | 27           | 4            | 4            | 2            | —             | —             | —        | —        | —    | —    | 31        | 6         |
| Valencia (mượn)     | 2022–23             | La Liga             | 26           | 6            | 2            | 2            | —             | —             | —        | —        | 1    | 0    | 29        | 8         |
| AFC Bournemouth     | 2023–24             | Premier League      | 32           | 7            | 2            | 1            | 2             | 1             | —        | —        | —    | —    | 36        | 9         |
| AFC Bournemouth     | 2024–25             | Premier League      | 22           | 11           | 1            | 1            | 1             | 0             | —        | —        | —    | —    | 24        | 12        |
| AFC Bournemouth     | Tổng cộng           | Tổng cộng           | 54           | 18           | 3            | 2            | 3             | 1             | —        | —        | —    | —    | 60        | 21        |
| Tổng cộng sự nghiệp | Tổng cộng sự nghiệp | Tổng cộng sự nghiệp | 231          | 50           | 15           | 7            | 3             | 1             | 29       | 5        | 1    | 0    | 279       | 63        |

1. ↑  Bao gồm KNVB Cup, Coppa Italia, DFB-Pokal, Coupe de France, Copa del Rey và FA Cup
2. ↑  Bao gồm EFL Cup
3. 1 2  Ra sân tại UEFA Europa League
4. ↑  Ra sân hai lần tại UEFA Champions League, ra sân hai lần tại UEFA Europa League
5. 1 2  Ra sân tại UEFA Champions League
6. ↑  Ra sân tại Supercopa de España

## Danh hiệu

### Cá nhân
Ajax
- Á quân UEFA Europa League: 2016–17

Nice
- Á quân Coupe de France: 2021–22

- Giải thưởng Sjaak Swart: 2016–17